# ديفيد ليفي
ديفيد ليفي هو لاعب كرة قدم إسرائيلي، ولد في 2 ديسمبر 1962 في تل أبيب في إسرائيل.